# After the Gold Rush
After the Gold Rush ist das dritte Album von Neil Young. Es erschien im September 1970 als eines von vier Soloalben der Mitglieder von Crosby, Stills, Nash and Young (CSNY), die wegen ihrer Veröffentlichung nur kurze Zeit nach dem Erfolgsalbum Déjà Vu besondere Beachtung fanden. Das Album erreichte Platz 8 der Billboard-Albumcharts, die beiden Single-Auskopplungen Only Love Can Break Your Heart und When You Dance I Can Really Love belegten die Plätze 33 und 93 in den Billboard Hot 100. Zum 50. Jubiläum des Albums erschien am 14. Dezember 2020 eine 50th Anniversary Edition von After the Gold Rush.

## Entstehung
Neil Youngs drittes Soloalbum entstand in einer der markantesten Phasen seiner Karriere. In weniger als einem Jahr spielte er zwei Soloalben und CSNYs Déjà Vu ein. Das Nachfolgealbum Harvest, das Platz 1 der Billboard-Charts erreichen und ihn endgültig als Star etablieren sollte, konnte er wegen einer Rückenverletzung allerdings erst 1972 aufnehmen. Gegenüber dem experimentellen Stilmix, der seine Arbeit mit Buffalo Springfield in den Jahren zuvor geprägt hatte, setzte Young diesmal mehr auf einen Mix aus Hardrock sowie von Country und Folk beeinflussten Akustik-Elementen, vergleichbar mit CSNY und dem direkten Vorgängeralbum Everybody Knows This Is Nowhere.
Der Titel des Albums stammt vom Drehbuch eines nicht realisierten Films, das Young von Dean Stockwell bekam.
Der autorisierten Young-Biographie Shakey zufolge wollte Young seine Begleitband aus Musikern seiner Weggefährten Crazy Horse und CSN zusammenstellen. Neben Crazy Horse sind Stephen Stills und der CSNY-Bassist Greg Reeves auf dem Album vertreten. Die ersten Sessions wurden mit Crazy Horse in den Sunset Sound Studios in Los Angeles während einer Wintertournee durchgeführt, bei der es auch zu einem Auftritt im Fillmore East mit Steve Miller und Miles Davis kam. Da sich die Verfassung des Rhythmusgitarristen Danny Whitten während der Sessions markant verschlechterte, konnte lediglich der Track I Believe in You eingespielt werden. Neben When You Dance I Can Really Love blieb dieser der einzige Auftritt von Crazy Horse. Whitten spielte zusätzlich auf Southern Man.
Der Großteil des Albums wurde im Frühjahr 1970 in einem provisorischen Kellerstudio in Youngs Haus in Topanga aufgenommen. Die Begleitband bestand aus Bassist Greg Reeves, Schlagzeuger Ralph Molina von Crazy Horse und Nils Lofgren von der Band Grin aus Washington am Klavier. Dem 18-jährigen Talent Lofgren, der vor den Sessions niemals regelmäßig Klavier oder Keyboard gespielt hatte, diesen Part zu überlassen, ist ein weiterer Beleg für Youngs eigensinnige Entscheidungen. Nils Lofgren schloss sich zusammen mit dem Produzenten und Arrangeur Jack Nitzsche für kurze Zeit einer erweiterten Formation von Crazy Horse an.

## Rezeption
Die Kritik war von dem Album zunächst nicht überzeugt. Die erste Rezension des Rolling Stone begann mit den Zeilen:

„Neil Youngs Fans werden in den kommenden Wochen vermutlich verzweifelt bemüht sein, sich einzureden, dass After the Gold Rush gute Musik sei. Aber das ist Selbstbetrug. Denn obwohl das Album stellenweise hochwertiges Material enthält, sticht keiner der Songs aus der gleichförmigen, trägen Oberfläche hervor.“

Wie es bei Young-Veröffentlichungen öfters vorkam, korrigierten die Kritiker ihre Meinung im Nachhinein. Inzwischen zählt After the Gold Rush zu den Meilensteinen in Youngs Karriere. Ink Blot umschreibt eine aktuellere kritische Auffassung des Albums:

„Als eines seiner am wenigsten stilisierten Werke profitiert des Album nicht nur von seinem starken Songwriting, sondern auch von dem breiten Feld an musikalischen Persönlichkeiten, die Neil hier verkörpert. […] Die Vielfalt und Qualität der Songs lässt After the Goldrush wie ein Greatest Hits Album scheinen, welches es wundersamerweise nicht ist.“

1998 wählten die Leser der Zeitschrift 'Q' bei ihrer Umfrage zu den besten Alben aller Zeiten After the Gold Rush auf Platz 89. In einer 2005 vom britischen TV-Sender Channel 4 durchgeführten Umfrage erreichte es Platz 92. Der Rolling Stone setzte es in seiner Die 500 besten Alben aller Zeiten auf Platz 74.
Die britische Popband Saint Etienne coverte 1990 das Stück Only Love Can Break Your Heart für ihre erste Single, die Platz 1 der U.S. Hot Dance Club Play Charts erreichte. Der Rapper und Sänger Everlast coverte dieses Stück 1999 für den Soundtrack zum Film Big Daddy, Stephen Stills bereits 1984 für sein Album Right By You.

## Titelliste
Seite 1
1. Tell Me Why – 2:54
2. After the Gold Rush – 3:45
3. Only Love Can Break Your Heart – 3:05
4. Southern Man – 5:41
5. Till the Morning Comes – 1:17

Seite 2
1. Oh, Lonesome Me (Don Gibson) – 3:47
2. Don't Let It Bring You Down – 2:56
3. Birds – 2:34
4. When You Dance I Can Really Love – 3:44
5. I Believe in You – 3:24
6. Cripple Creek Ferry – 1:34

Alle Songs bis auf Oh, Lonesome Me von Don Gibson sind von Neil Young.